# Wertheim (Unternehmen)

Werbung von F. Wertheim & Comp. (1900)

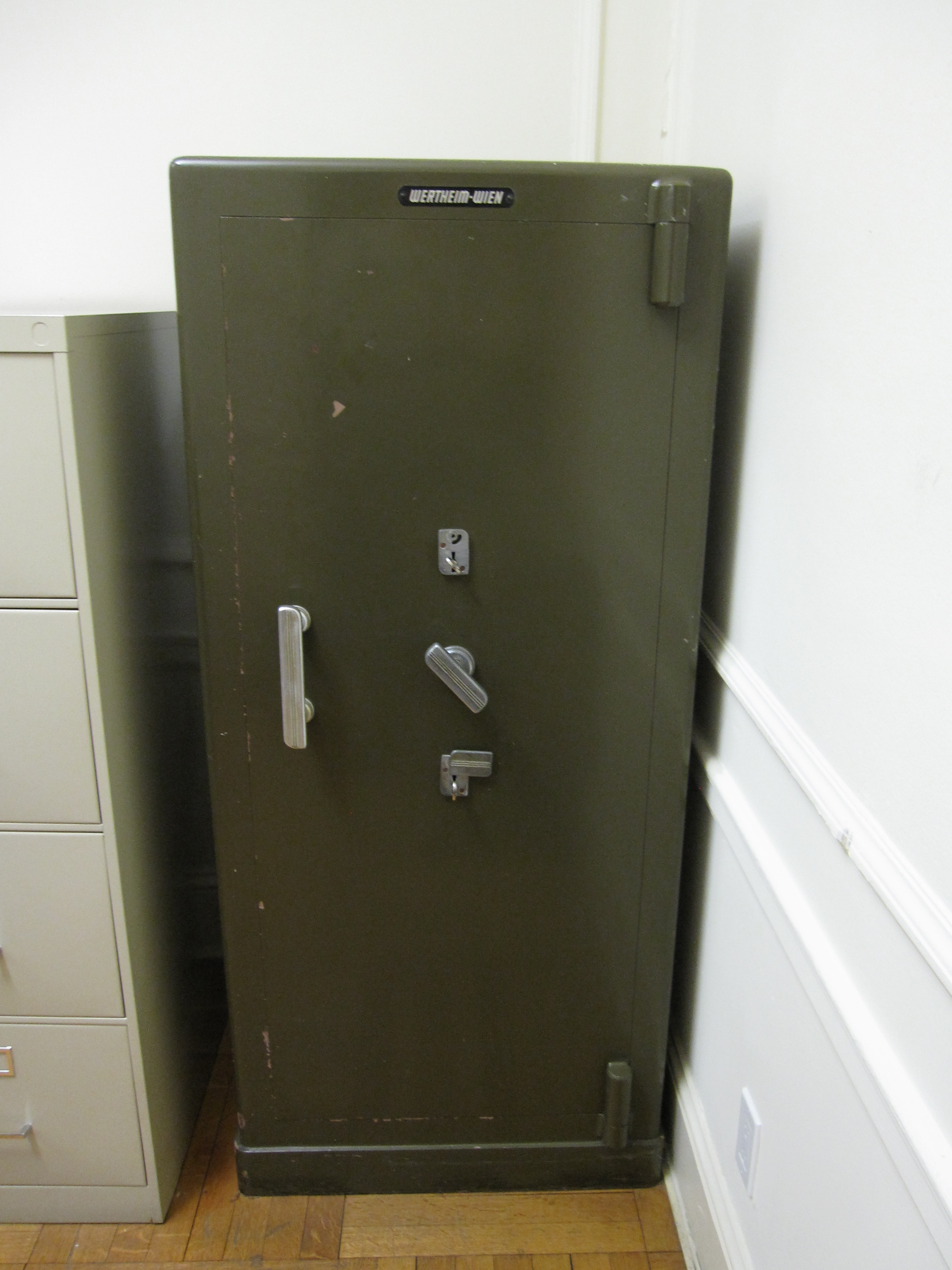
Tresor „Defensor Super“ aus den 1960er Jahren

Die Wertheim GmbH ist ein Unternehmen, das Tresore und Aufzüge herstellt. Es wurde von Franz Freiherr von Wertheim 1852 gegründet. Die Zentrale befindet sich im niederösterreichischen Guntramsdorf südlich von Wien. Ein Werk von Wertheim befindet sich in Uttendorf im Pinzgau, zwei weitere in der Slowakei in Dunajská Streda und Modra.
Produkte von Wertheim sind Wertschutzschränke, Wandtresore, Feuerschutzschränke, bankspezifische Produkte wie Wertschutzräume und -türen, Kundenmietfachanlagen, Kundendienstanlagen, Sparvereinsschränke, Stahlmöbel wie Türenschränke, Ladenschränke sowie Sicherheitstüren für Wohnungen.
Kunden sind Banken, Hotels, die Gastronomie, Geschäfte und Privatpersonen.

## Geschichte
Franz von Wertheim, geboren 1814, absolvierte eine rein kaufmännische Ausbildung, erwarb aber in Folge durch Selbststudium und Reisen ein ausgedehntes technisches Wissen. Nachdem er mit ausländischen Werkzeugen Handel betrieben hatte, entschloss er sich 1841 selbst eine Werkzeugschmiede zu gründen, deren Produkte hohes Ansehen erreichten. 1845 wurde er von Kaiser Ferdinand I. zum Hofwerkzeug-Fabrikanten ernannt. Nachdem 1848 bei einem Einbruch, bei dem eine eiserne Kasse erbrochen wurde, Wertheim 600 Gulden gestohlen worden waren, fasste er den Gedanken selbst einbruchsichere Kassen herzustellen. Am 1. September 1852 gründete er die "Erste österreichische Kassenfabrik".
In den Folgejahren erlebte das Unternehmen einen beispiellosen Aufstieg, nicht zuletzt aufgrund der Feuersicherheit der erzeugten Panzerschränke. Wertheim verstand es die Qualität seiner Produkte mit publikumswirksamen Marketing-Events zu bewerben. So fanden mehrere öffentliche "Feuerproben" statt, bei denen Wertheim-Tresore im Freien auf große Scheiterhaufen gestellt und einem Feuer ausgesetzt wurden. Mehrere Stunden später, nach Erlöschen des Feuers, konnte der Inhalt unversehrt entnommen und von der staunenden versammelten Menge begutachtet werden. 1857 konnte er eine solche Feuerprobe in Konstantinopel sogar in Anwesenheit des Sultans abhalten.
Nach dem Tod von Franz von Wertheim übernahm sein unehelicher Sohn Franz 1883 die Führung und erhielt erneut das Hofprivileg. Das Unternehmen fing an, neben den Tresoren auch Aufzüge und Lifte herzustellen. Die Tresore wurden weiter verbessert.
Während des Ersten Weltkrieges produzierte Wertheim für das Heer. Der Zusammenbruch der Monarchie 1918 und die Folgejahre trafen Wertheim schwer, die Niederlassungen in Budapest und Prag mussten schließen. Weitere Produkte wie Stahlmöbel und Regale für Bibliotheken, die feuerfest waren, halfen dem Unternehmen den Verlust etwas aufzufangen. Die erneute Wirtschaftskrise in den 1920er Jahren brachte das Unternehmen aber fast an den Rand des Ruins. Franz Wertheim musste mit seinem privaten Vermögen das Unternehmen retten.
Er starb 1925, sein Schwager Ernst Bruno übernahm die Geschäfte. 1928 wurde die Marchegger Maschinenfabrik übernommen und zur F. Wertheim & Comp. und Marchegger Maschinenfabriks Aktien-Gesellschaft fusioniert. Bereits ab 1929 musste jedoch im Zuge der Wirtschaftskrise das Produktionsprogramm immer mehr auf die ursprünglichen Erzeugnisse reduziert werden. 1934 wurde die Aktienmehrheit von der Creditanstalt übernommen das Unternehmen von dieser der Simmeringer Waggonfabrik angegliedert. 1938 feierte man die Fertigstellung der 100.000 Wertheimkassa und im selben Jahr wurde mit dem Bau einer neuen Fabrik am Wienerberg begonnen.
Während des Zweiten Weltkrieges musste Wertheim erneut für die Rüstungsindustrie produzieren. In der alten Fabrik in der Mommsengasse wurde weiterhin das zivile Programm erzeugt, während am Wienerberg für die Rüstung gefertigt wurde. Nach dem Zweiten Weltkrieg konnte das Unternehmen mit Hilfe der Creditanstalt wieder aufgebaut werden. Die alte Zentrale an der Mommsengasse in Wieden, welche im Krieg völlig zerstört wurde, wurde aufgegeben. Durch Reparationsleistungen war so gut wie das gesamte Firmenvermögen verloren gegangen.
Aufgrund der hohen Kriegsverluste leitete Josef Joham, Generaldirektor der Creditanstalt, eine enge Zusammenarbeit zwischen Wertheim und der Stockerauer Maschinenfabrik Heid AG in die Wege. Heid stellte das von ihm entwickelte Transportanlagenprogramm der Wertheim AG zur Verfügung, um im Gegenzug die Berechtigung für die Überlassung von Werkzeugmaschinen und Einrichtungen ohne Vollkosten zu erlangen. Wertheim stellte nun u. a. Förderanlagen für Stück- und Schüttgüter, Aufbereitungstechnik, Bergwerke, Zement-, Soda-, Lebensmittel- und Zuckerfabriken her. Dazu kamen Einrichtungen für Lagerhäuser, Verladeanlagen, Latten- und Bandförderer, Förderschienen, Becherwerke, Bekohlungsanlagen, Holztransportanlagen und Transportanlagen für Schotterwerke und Ziegeleien. Die Erzeugung aller Produktarten wurde in der Fabrik am Wienerberg zusammengefasst. 
Seit 1951 wurden auch Rolltreppen von Wertheim hergestellt. In dieser Zeit konnte der Export nach Ägypten, der Türkei, Griechenland, Iran, Italien, Libanon, Marokko, Brasilien, den Niederlanden und der Tschechoslowakei ausgeweitet werden.
1969 kaufte das Schweizer Unternehmen Schindler 42 % der Aktienanteile an und wurde in Folge Hauptaktionär. 1971 wurde Wertheim zum größten Entwicklungs- und Fertigungszentrum des Schindler-Konzerns für Rolltreppen. 1975 erlangte das Unternehmen die Staatliche Auszeichnung und damit die Berechtigung, das Staatswappen im Geschäftsverkehr zu führen.
1985 beschloss Schindler die Kassenproduktion auszugliedern, was das Wertheim-Management dazu bewog, diesen Bereich im Zuge eines Management-Buy-Outs zu erwerben und als eigenständiges Unternehmen fortzuführen. Nach dem Fall des Eisernen Vorhangs nutzte Wertheim die Gelegenheit in der Slowakei Werke zur Fertigung zu errichten und die Länder Ostmitteleuropas, wie bereits zur Zeit der Donaumonarchie, wieder als Absatzmarkt zu erschließen. Seit 2001 betreibt Wertheim in Dunajská Streda eine Auftragsfertigung von Aufzugskabinen für Schindler.
Bis 2015 befand sich die Zentrale von Wertheim im 10. Wiener Gemeindebezirk Favoriten an der Wienerbergstraße 21–25, im selben Jahr wurde eine neue Firmenzentrale in Guntramsdorf bezogen.

## Anekdoten
Zu den Feierlichkeiten anlässlich des Verkaufs des 20.000sten feuerfesten Tresors am 17. Februar 1869 komponierte Josef Strauss die Polka française „Feuerfest!“ op. 269.